# Paul Ben-Victor

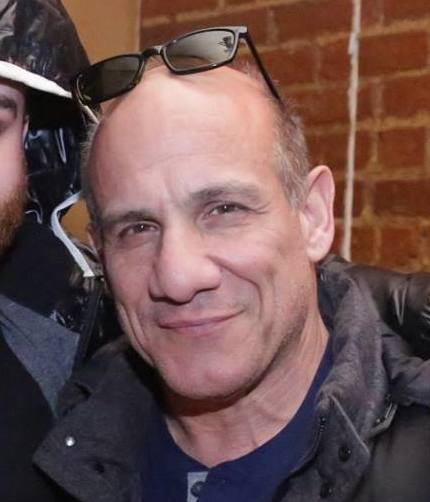
Paul Ben-Victor, 2016

Paul Ben-Victor (* 24. Juli 1965 in Brooklyn, New York City, New York; eigentlich Paul Friedman) ist ein US-amerikanischer Schauspieler.

## Leben und Wirken
Paul Ben-Victor wuchs in New York City auf. Später studierte er Schauspiel an der Carnegie Mellon University in Pittsburgh, wo er auch seinen Abschluss machte.
Seine ersten Fernsehrollen spielte Paul Ben-Victor in dem Fernsehfilm Das Gesetz der ehrenwerten Familie und in der Fernsehserie Cagney & Lacey. Nachdem er am Anfang seiner Schauspielkarriere kleinere Nebenrollen im US-amerikanischen Fernsehen spielte, ist Paul Ben-Victor mittlerweile in größeren Nebenrollen und Hauptrollen von Fernsehproduktionen zu sehen. So gehört er beispielsweise als Chief inspector Stan McQueen zum festen Schauspielensemble der Fernsehserie In Plain Sight oder spielt als griechischstämmiger Krimineller Spiros „Vondas“ Vondopoulos eine wichtige Nebenrolle in der Fernsehserie The Wire.

## Sonstiges
Paul Ben-Victor ist Mitglied des Actors Studio in New York City.
Mit seiner Mutter Leah Kornfeld, einer Theaterautorin, verfasste er verschiedene Theaterstücke, die in der Umgebung von Manhattan aufgeführt wurden.

## Filmografie (Auswahl)
- 1986, 1994: L.A. Law – Staranwälte, Tricks, Prozesse (L.A. Law, Fernsehserie, 2 Folgen)
- 1988: Tödliche Umarmung (Blood Vows, Fernsehfilm)
- 1987: Cagney & Lacey (Fernsehserie, Folge 6x12)
- 1988: Equalizer – Die lebende Tote (Memories of Manon, Fernsehfilm)
- 1988: Faule Tricks und fromme Sprüche (Pass the Ammo)
- 1988: Assault of the Killer Bimbos
- 1988: China Beach – Frauen am Rande der Hölle (China Beach, Fernsehserie, Folge 1x06)
- 1988: Freddy’s Nightmares (Fernsehserie, Folge 1x08)
- 1989: Belushi – Wired (Wired)
- 1990: Straßen des Schreckens (Streets)
- 1990: Stadt in Panik (After the Shock, Fernsehfilm)
- 1990: Hunter (Fernsehserie, Folge 7x09)
- 1990: Doogie Howser, M.D. (Fernsehserie, Folge 2x12)
- 1990: Rookie – Der Anfänger (The Rookie)
- 1991: Ein gesegnetes Team (Father Dowling Mysteries, Fernsehserie, Folge 3x11)
- 1991: Body Parts
- 1992: Besessen bis zum Tod (Soulmates)
- 1992: Der Polizeichef (The Commish, Fernsehserie, Folge 1x18)
- 1992: Jumpin’ Joe (Fernsehfilm)
- 1992: Cool World
- 1992: Heiße Nächte in L.A. (Sunset Heat)
- 1992: Eyes of the Beholder
- 1993: Harry & Kit – Trouble Bound (Trouble Bound)
- 1993: Extreme Justice
- 1993: True Romance
- 1993: The Last Outlaw (Fernsehfilm)
- 1993: Nightmare Lover (Dream Lover)
- 1993: Tombstone
- 1994: Skandal in der Notaufnahme (State of Emergency, Fernsehfilm)
- 1994: Die Abenteuer des Brisco County jr. (The Adventures of Brisco County, Jr., Fernsehserie, Folge 1x23)
- 1994: Akte X – Die unheimlichen Fälle des FBI (The X-Files, Fernsehserie, Folge 1x21)
- 1994: Ein mörderischer Seitensprung (Web of Deception, Fernsehfilm)
- 1994: Red Scorpion 2 (Red Scorpion 2: The Spear of Destiny)
- 1994–1997: New York Cops – NYPD Blue (NYPD Blue, Fernsehserie, 3 Folgen)
- 1995: Angriff aus dem Dunkeln (Toughguy)
- 1995: Der Hausfreund (Houseguest)
- 1995: Durchgeknallt und auf der Flucht (Bushwhacked)
- 1996: Maximum Risk
- 1997: Metro – Verhandeln ist reine Nervensache (Metro)
- 1997: Der Teamgeist (The Sixth Man)
- 1997: Firestorm
- 1997: Practice – Die Anwälte (The Practice, Fernsehserie, 2 Folgen)
- 1998: Standoff
- 1998: Tempting Fate – Versuchung des Schicksals (Tempting Fate, Fernsehfilm)
- 1998: Point Blank – Over and Out (Point Blank)
- 1998: Zivilprozess (A Civil Action)
- 1998: Corruptor – Im Zeichen der Korruption (The Corruptor)
- 1999: Allein gegen die Zukunft (Early Edition, Fernsehserie, Folge 3x15)
- 1999: Verrückt in Alabama (Crazy in Alabama)
- 1999: Kiss Toledo Goodbye
- 2000: Der Fall Mona (Drowning Mona)
- 2000: The David Cassidy Story (Fernsehfilm)
- 2000: Ein Herz und eine Kanone (Gun Shy)
- 2000: Die 3 Stooges (The Three Stooges, Fernsehfilm)
- 2000: Very Mean Men
- 2000–2002: Invisible Man – Der Unsichtbare (The Invisible Man, Fernsehserie, 45 Folgen)
- 2001: Choosing Matthias
- 2001: The Cure for Boredom
- 2002: Crossing Jordan – Pathologin mit Profil (Crossing Jordan, Fernsehserie, Folge 1x21)
- 2003: Fastlane (Fernsehserie, Folge 1x11)
- 2003: Daredevil
- 2003: Las Vegas (Fernsehserie, Folge 1x07)
- 2003–2008: The Wire (Fernsehserie, 15 Folgen)
- 2004: Strong Medicine: Zwei Ärztinnen wie Feuer und Eis (Strong Medicine, Fernsehserie, Folge 5x13)
- 2005: Untitled Oakley & Weinstein Project (Fernsehfilm)
- 2005: Alias – Die Agentin (Alias, Fernsehserie, Folge 4x16)
- 2005: Monk (Fernsehserie, Folge 4x05)
- 2005: Lass es, Larry! (Curb Your Enthusiasm, Fernsehserie, Folge 5x01)
- 2005–2008: Entourage (Fernsehserie, 7 Folgen)
- 2006: CSI: Vegas (CSI: Crime Scene Investigation, Fernsehserie, Folge 6x14)
- 2006: The Shield – Gesetz der Gewalt (The Shield, Fernsehserie, Folge 5x07)
- 2006: Push
- 2006: My Name Is Earl (Fernsehserie, Folge 2x03)
- 2006–2007: Close to Home (Fernsehserie, 3 Folgen)
- 2007: Naked Under Heaven
- 2007: John from Cincinnati (Fernsehserie, 8 Folgen)
- 2007: Shark (Fernsehserie, Folge 2x02)
- 2007: On the Doll
- 2007: Randy and the Mob
- 2008: Player 5150
- 2008–2009: Alle hassen Chris (Everybody Hates Chris, Fernsehserie, 7 Folgen)
- 2008–2012: In Plain Sight – In der Schusslinie (In Plain Sight, Fernsehserie, 58 Folgen)
- 2009: Clear Lake, WI
- 2010: Drei Buddies knacken Vegas (Venus & Vegas)
- 2012: Are We There Yet? (Fernsehserie, 6 Folgen)
- 2013: Black Marigolds
- 2013: Don Jon
- 2013: Empire State – Die Straßen von New York (Empire State)
- 2013: Hawaii Five-0 (Fernsehserie, Folge 4x09)
- 2013: Last I Heard
- 2013: Mob City (Fernsehserie, 3 Folgen)
- 2013: Person of Interest (Fernsehserie, Folge 3x04)
- 2013: Vegas (Fernsehserie, 4 Folgen)
- 2013: Zwei vom alten Schlag (Grudge Match)
- 2014: Any Day
- 2014: By the Gun
- 2014: Castle (Fernsehserie, Folge 7x10)
- 2014: Friends and Romans
- 2014: Matador (Fernsehserie, 3 Folgen)
- 2014: True Detective (Fernsehserie, Folge 1x06)
- 2015: Allegiance (Fernsehserie, 5 Folgen)
- 2015: Blowtorch
- 2015: Der Knastcoach (Get Hard)
- 2016: Vinyl (Fernsehserie, 6 Folgen)
- 2016: Kingdom (Fernsehserie)
- 2017: Preacher (Fernsehserie)
- 2018: Monster! Monster? (Monster)
- 2018: Lethal Weapon (Fernsehserie, Folge 2x18)
- 2019: The Irishman
- 2020: The Banker
- 2020: Hunted – Blutiges Geld (Blood and Money)
- 2021: Last Looks
- 2023: Plane
- 2024: Nobody Wants This (Fernsehserie)